# Monolithe de Coyolxauhqui

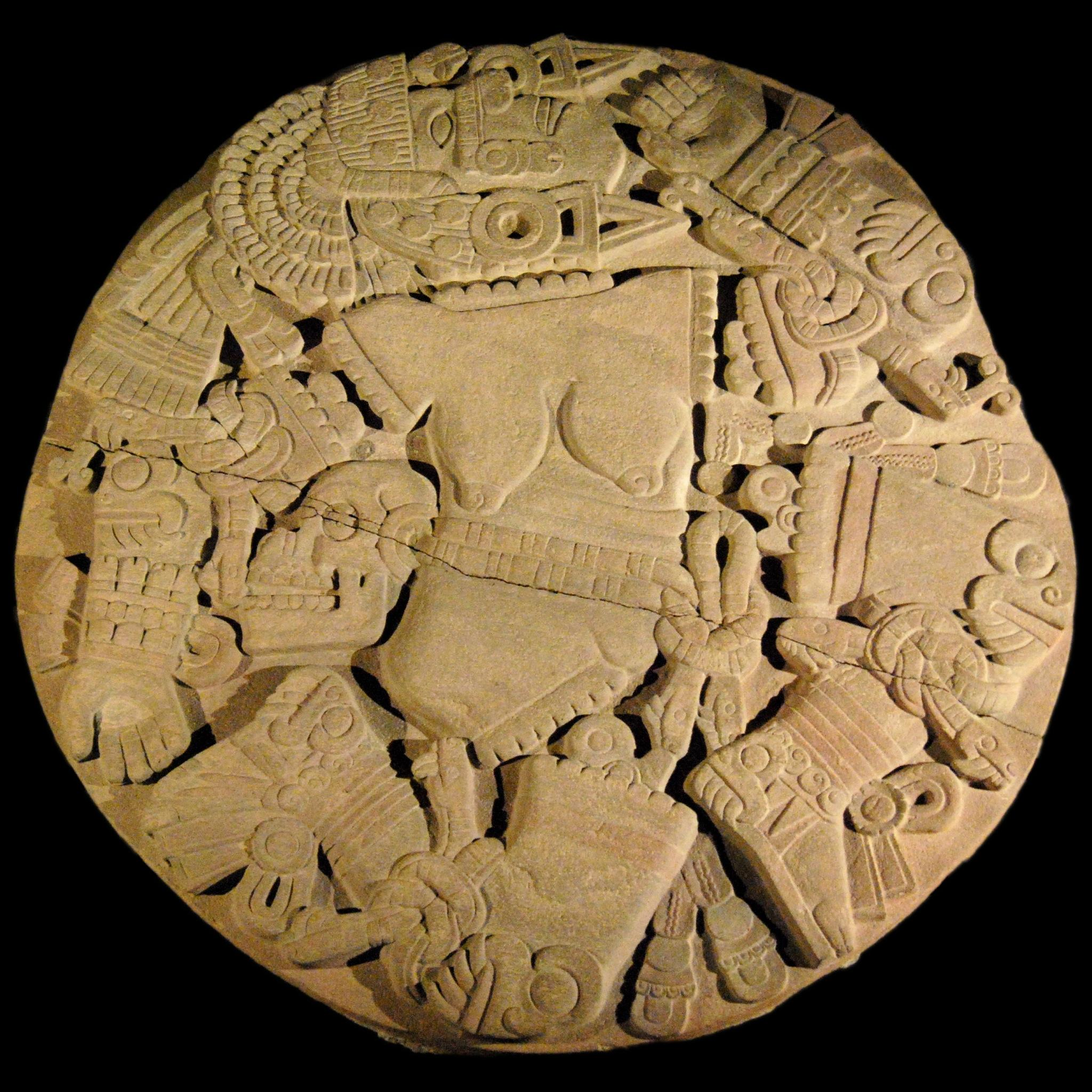
Le monolithe de Coyolxauhqui (musée du Templo Mayor).

Le monolithe de Coyolxauhqui est un grand monolithe circulaire, sur une face duquel est sculpté un bas-relief représentant la déesse aztèque Coyolxauhqui.

## Caractéristiques physiques
Le monolithe est un disque en andésite rose d'un diamètre compris entre 3,04 et 3,25 m, d'une épaisseur de 30 cm et d'un poids proche de 8 tonnes,.

## Découverte
Le 21 février 1978, à Mexico, lors de travaux de la compagnie de distribution d'électricité Luz y Fuerza del Centro, le monolithe a été découvert dans une tranchée creusée rue du Guatemala, en fait au pied de l'ancienne pyramide principale de Mexico-Tenochtitlan, devant les escaliers menant au temple de Huitzilopochtli.
Le 1er mars 1978, les archéologues de l'INAH, parmi lesquels se trouvaient notamment Felipe Solís, Francisco Hinojosa, Martín Arana et Ángel García Cook, purent voir le monolithe dégagé de la boue et identifier la représentation de Coyolxauhqui.
Cette découverte entraîna l'expropriation de plus de 3 500 m2 de terrain et le lancement du projet Templo Mayor visant à excaver les ruines de la principale enceinte sacrée de Mexico-Tenochtitlan et à créer le musée du Templo Mayor.

## Conservation
Il est exposé au musée du Templo Mayor.

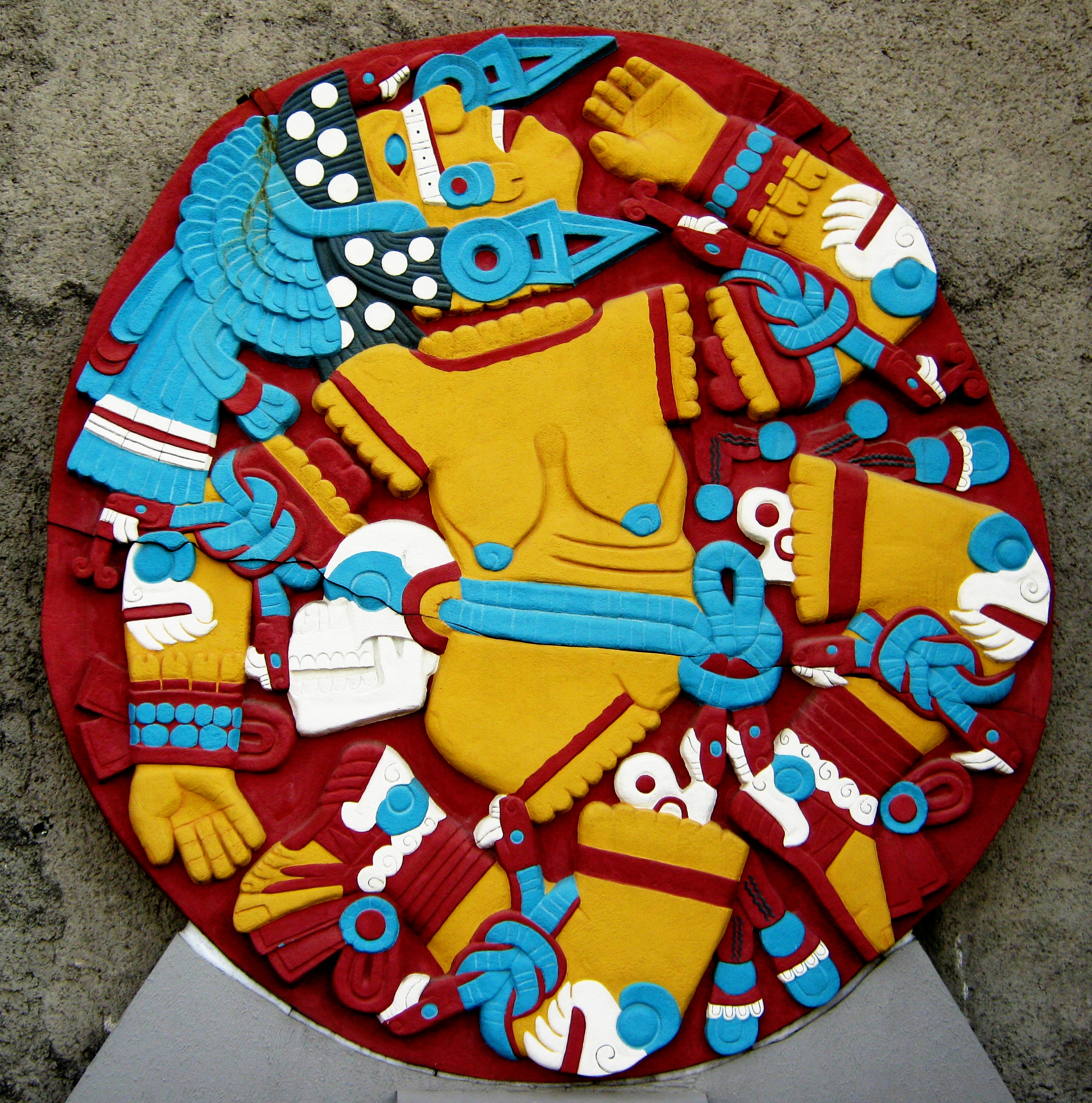
Reconstitution des couleurs originelles du monolithe de Coyolxauhqui, sur la base des analyses des résidus de peinture (musée du Templo Mayor).
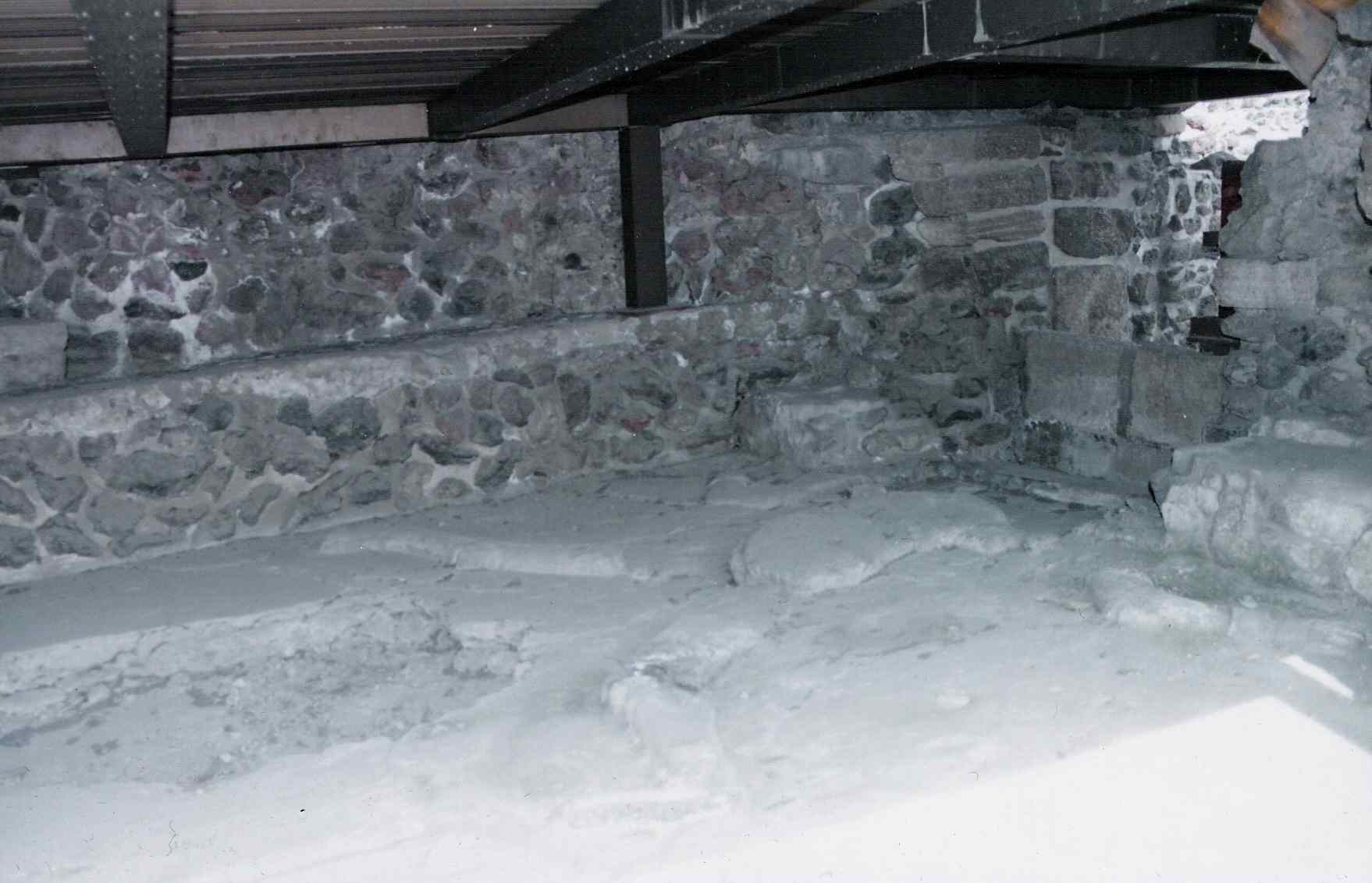
Lieu où a été retrouvé le monolithe.